# Ypthima abnormis
Ypthima abnormis är en fjärilsart som beskrevs av Robert Walter Campbell Shelford. Ypthima abnormis ingår i släktet Ypthima och familjen praktfjärilar. Inga underarter finns listade i Catalogue of Life.